# Deutsche Botschaft Tallinn

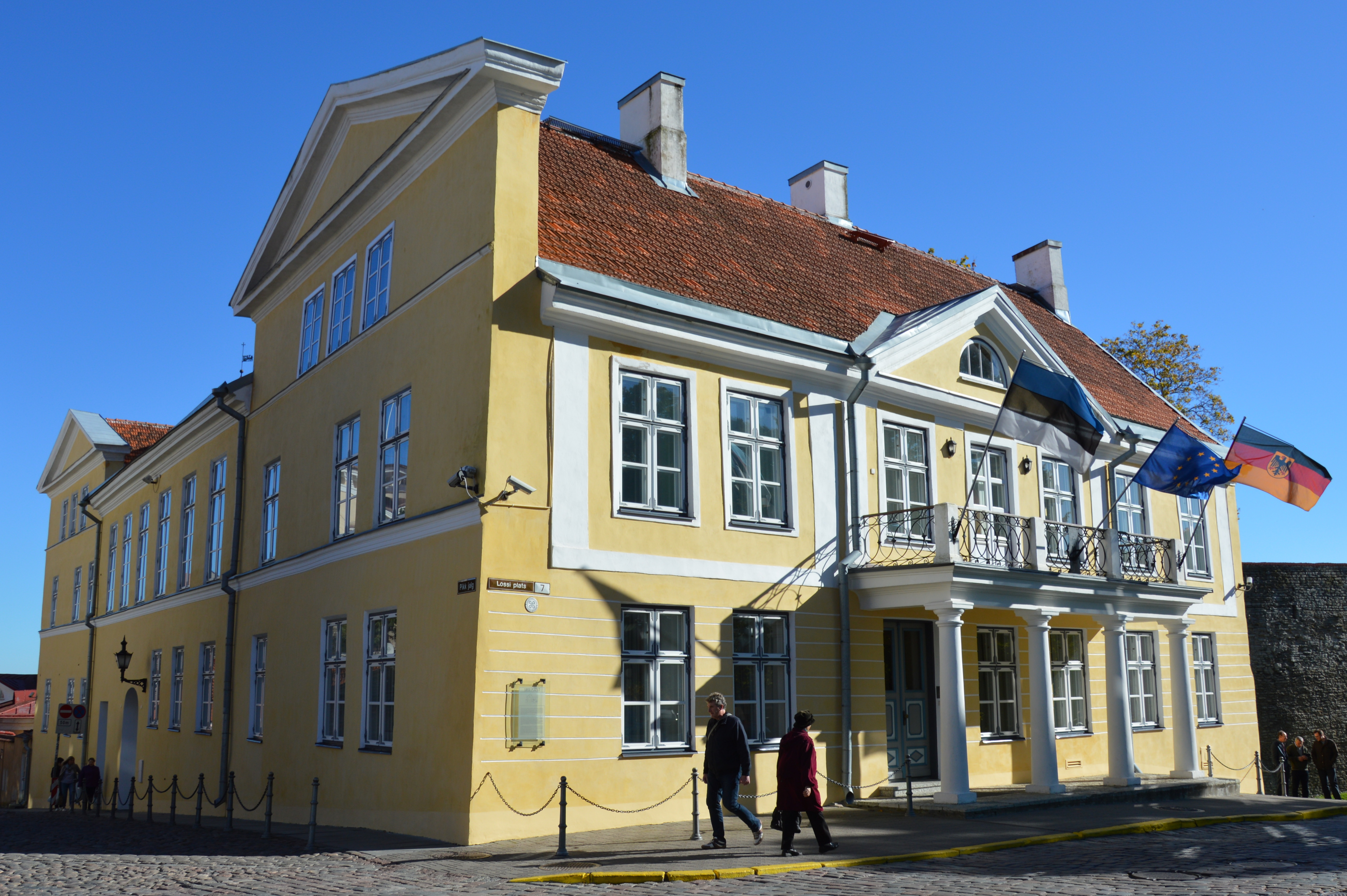
Residenz der deutschen Botschaft in Tallinn, Schlossplatz 7

Die Deutsche Botschaft Tallinn ist der Hauptsitz der diplomatischen Vertretung von Deutschland in Estland. Die Kanzlei der Botschaft befindet sich an der Adresse Königstalerstraße (estnisch Toom-Kuninga) 11, die Residenz am Schlossplatz (Lossi plats) 7 in der estnischen Hauptstadt Tallinn (deutsch Reval).

## Geschichte
Die Geschichte der diplomatischen Beziehungen zwischen Deutschland und Estland begann mit der am 19. November 1918 durch August Winnig (SPD), dem Generalbevollmächtigten des Deutschen Reiches für die Baltischen Lande, ausgesprochenen de facto-Anerkennung der von Konstantin Päts gebildeten estnischen Regierung. Es folgte am 24. November 1918 ein Telegramm der Deutschen Volksregierung an die estnische Regierung, worin Reichskommissar Winnig zum Gesandten in außerordentlicher Mission bei der lettischen bzw. estnischen Regierung ernannt wurde. Seinen Dienstsitz hatte Winnig, der zugleich auch Reichskommissar für Ost- und Westpreußen war, zunächst in Riga, ab Januar 1919 in Königsberg.
Winnig hatte seinen Sitz noch kurze Zeit in Riga, ab Januar 1919 dann in Königsberg und behielt als deutscher Reichskommissar für Ost- und Westpreußen den Titel "Der deutsche Gesandte bei der lettischen und estnischen Regierung" bis zum Sommer 1919. Am 13. August 1919 wurde dann Ago von Maltzan zum "Bevollmächtigten des Auswärtigen Amtes für Estland und Lettland". Auch sein Dienstsitz war Königsberg. In Reval selbst fungierte ab dem 11. Dezember 1918 bis November 1919 Hauptmann Max Vogl als Beauftragter des deutschen Gesandten bei der estnischen Regierung. Sein Nachfolger wurde Fritz Henkel. Er wurde am 25. Dezember 1919 als Vizekonsul zum Leiter der gesandtschaftlichen Geschäfte ernannt und trat als deutscher Geschäftsträger für Estland auf. Nachdem Deutschland Estland auch de jure anerkannt hatte, übernahm Werner Otto von Hentig die Amtsgeschäfte und übergab am 9. Juli 1921 sein Beglaubigungsschreiben.
Der Sitz der Vertretung befand sich von Anfang an auf dem auch heute genutzten Grundstück Königstaler Straße 11. In dem 1890 errichteten Gebäude waren sowohl die Büros als auch die Wohnung des Gesandten untergebracht.
1923 erfolgte die Umwandlung der Vertretung in eine Gesandtschaft. Die Gesandtschaft war eher klein. 1924, in der Amtszeit Bruno Weddings, gab es neben dem Gesandten nur noch einen Kanzler als Beamten des gehobenen Dienstes. Darüber hinaus waren ein Schreiber, ein Registrator, ein Hausmeister sowie Boten und Pförtner tätig. Nach mehreren weiteren Gesandten war als letzter Gesandter vor dem Zweiten Weltkrieg Hans Frohwein tätig. Er übergab sein Beglaubigungsschreiben am 9. März 1936 und blieb bis zur Schließung der Gesandtschaft im Amt. Die Schließung der Gesandtschaft erfolgte im August 1940, nachdem Estland im Zuge der Umsetzung des Hitler-Stalin-Pakts von der Sowjetunion besetzt worden war.
Im Sommer 1942 war das Gesandtschaftsgebäude nur noch als ausgebrannte Ruine erhalten.
Estland erlangte am 20. August 1991 seine Unabhängigkeit zurück. Im Zuge eines gemeinsamen Besuchs der Außenminister der Baltischen Staaten Estland, Lettland und Litauen in Bonn am 28. August 1991 wurde die Wiederaufnahme der diplomatischen Beziehungen beschlossen. Als erster Botschafter Deutschlands übergab Henning von Wistinghausen am 2. September 1991 in Reval sein Beglaubigungsschreiben. Am 1. Juli 1993 wurde nach einer Anordnung der estnischen Regierung das ursprüngliche Grundstück der Gesandtschaft des Deutschen Reichs in der Königstalerstraße an die Bundesrepublik Deutschland übergeben und wird als Kanzlei der Deutschen Botschaft genutzt.
Die Residenz im Haus Schlossplatz 7 wurde von der Bundesrepublik vom estnischen Staat angemietet und befindet sich auf dem Revaler Domberg in unmittelbarer Nähe des estnischen Parlaments Riigikogu und der Alexander-Newskij-Kathedrale. Die Einweihung als Botschaftsresidenz erfolgte am 25. Mai 1994 durch den deutschen Außenminister Klaus Kinkel in Anwesenheit des estnischen Staatspräsidenten Lennart Meri.
In der Königstalerstraße 11 wurde die Kanzlei der Botschaft errichtet. Das im skandinavischen Stil gebaute Gebäude wurde nach Plänen der Architektenbüros Kersten + Martinhoff aus Braunschweig und Künnapu & Padrik aus Reval gebaut. Es verfügt über eine hölzerne Fassade, große Glasflächen und eine Lichthof. Die Einweihung erfolgte am 28. September 1998.

## Geschichte der Botschaftsresidenz Schlossplatz 7
Das heutige Residenzgebäude befand sich im 18. und 19. Jahrhundert im Besitz deutsch-baltischer Adelsfamilien. Helmuth von Lilienfeld verkaufte das Gebäude 1921 an den estnischen Staat. Es galt als eines der am schönsten eingerichteten Häuser in Reval. Der estnische Ministerpräsident Konstantin Päts bezog das Gebäude am 20. Dezember 1921 als Residenz. Im Jahr 1934 wurde das Haus an das estnische Justizministerium übergeben. Während der deutschen Besetzung Estlands befand sich von 1941 bis 1944 im Haus der Sitz der deutschen Zivilverwaltung für Reval, des Kommissars für Reval-Stadt. In der Zeit der erneuten sowjetischen Besetzung Estlands wurde 1950/51 im Haus das Gesundheitsministerium eingerichtet. Nach einer deutlichen Verschlechterung der Bausubstanz begann man Ende der 1980er das Gebäude zu sanieren. Die Restaurierung wurde von der Bundesrepublik Deutschland nach Anmietung des Gebäudes zu Ende geführt.
Heute sind im Haus die Wohn- und Repräsentationsräume des Botschafters untergebracht.

## Deutsche Missionschefs in der Republik Estland
Die deutschen Missionschef in Estland seit 1919 ergeben sich aus der Liste der deutschen Botschafter in Estland.